# Läsekenburg
Die Läsekenburg ist eine abgegangene Höhenburg im südlichen Sackwald im Landkreis Hildesheim in Niedersachsen.

## Lage und Beschreibung
Die Reste der Burg liegen etwa 800 Meter südöstlich der Hohen Schanze auf einem schmalen Bergrücken auf 220 Meter über NN. Zum Schutz der Burganlage war der Bergrücken nach Norden durch drei quer verlaufende Gräben abgeschnitten, deren Ostseiten unvollendet blieben. Im Süden war eine Vorburg vorgelagert.
Carl Schuchhardt führte 1895 Ausgrabungen auf der Burgstelle durch. Anhand von einen Meter starken Mauerfundamenten wies er eine rechteckige Hauptburg nach. Sie hatte eine Ausdehnung von 130 Meter Länge bei einer Breite von 25 Meter. Damit ist die Anlage genau dem schmalen Gelände angepasst. Im Südosten lagen die Fundamente eines Rundturms mit 1,2 Meter starken Mauern und einem Innenraum von 2,60 m Durchmesser. Das Mauerwerk war bis in einen Meter Höhe erhalten und mit verbranntem Ton überdeckt. Dies lässt den Schluss zu, dass der obere Bereich des Turms aus Holz und Lehm bestand und bei einem Brand zerstört wurde. Der Turm war vermutlich der Bergfried. Keramikreste, die eine Datierung der Anlage erlauben, wurden nicht gefunden.
Eine historische Erwähnung in Akten findet die Burg 1578 in Akten als Liesickenburg, die im Volksmund Lieschenburg genannt wird. Schuchhardt sah in ihr einen kleinen Herrensitz aus der Zeit des Mittelalters. Vermutungen, dass die Inhaber der 1402 zerstörten Burg Hausfreden sich anschließend die Läsekenburg erbaut haben, sind aufgrund des Charakters der Anlage höchstwahrscheinlich nicht korrekt. Sie ist eher dem beginnenden Hochmittelalter – also ungefähr dem 11. Jahrhundert – zuweisen.

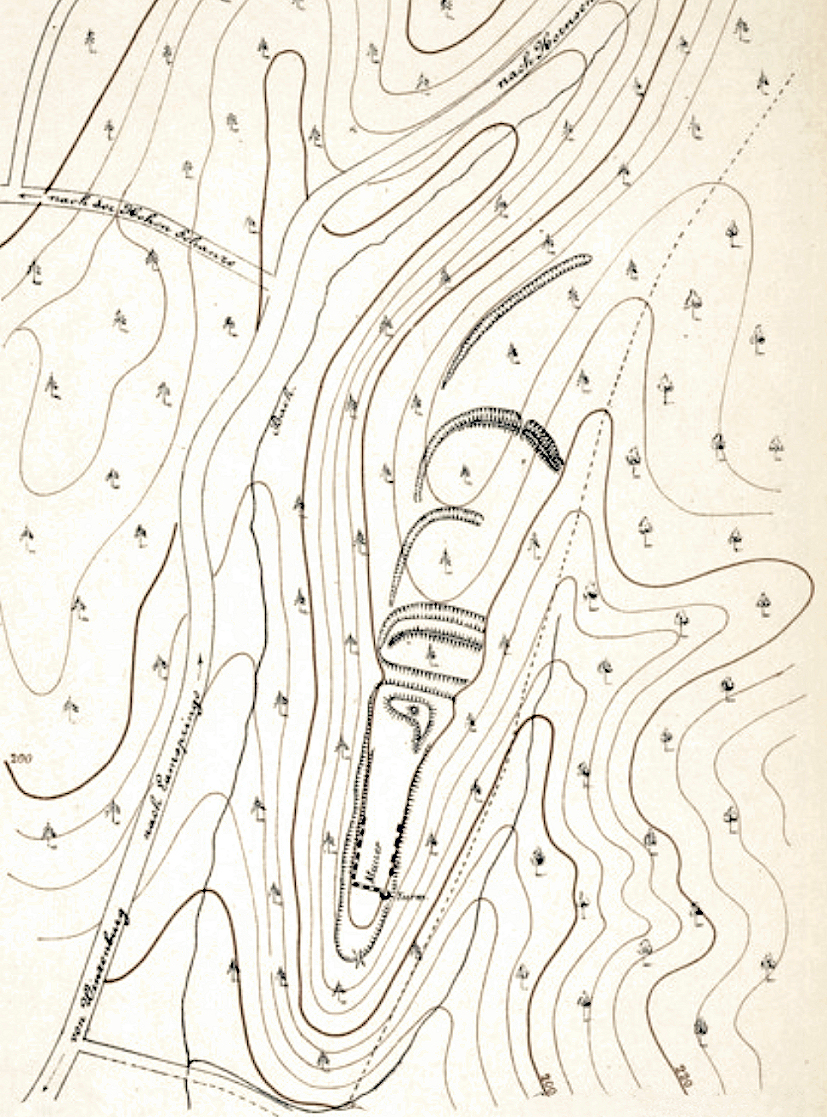
Lageskizze der Läsekenburg von Carl Schuchhardt um 1916
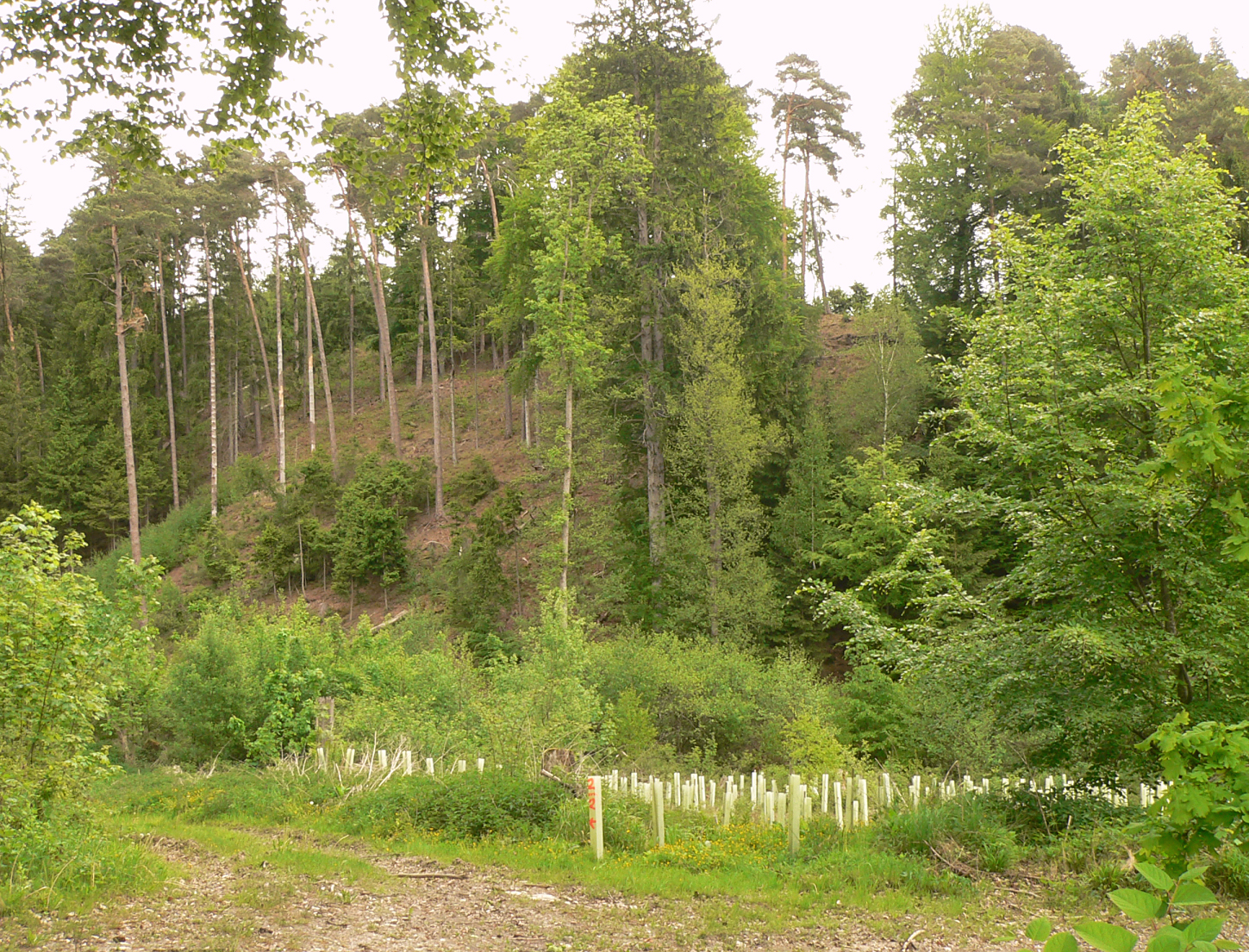
Erhebung, auf der die Läsekenburg liegt
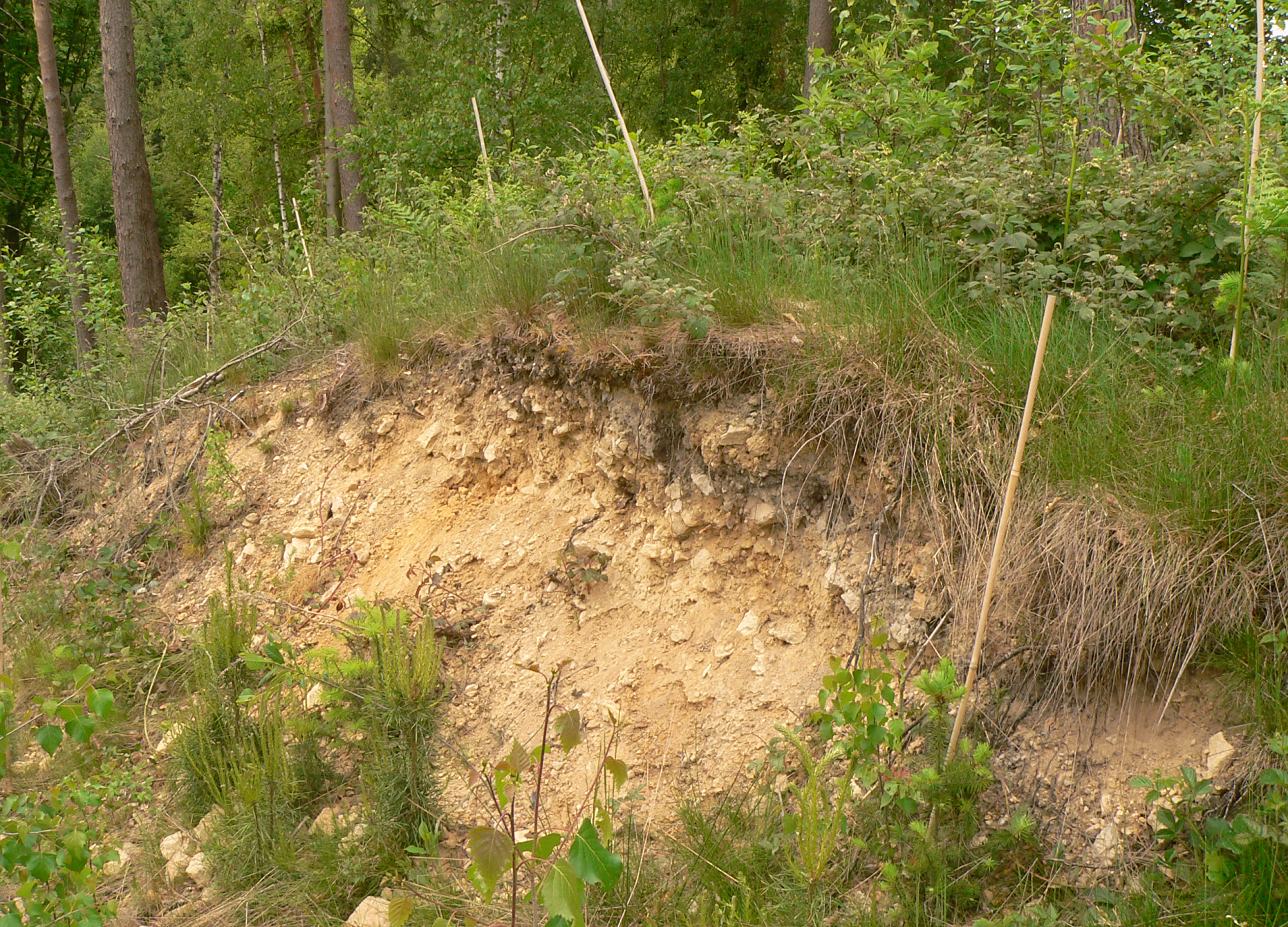
Erdaufschluss eines Walls der Läsekenburg
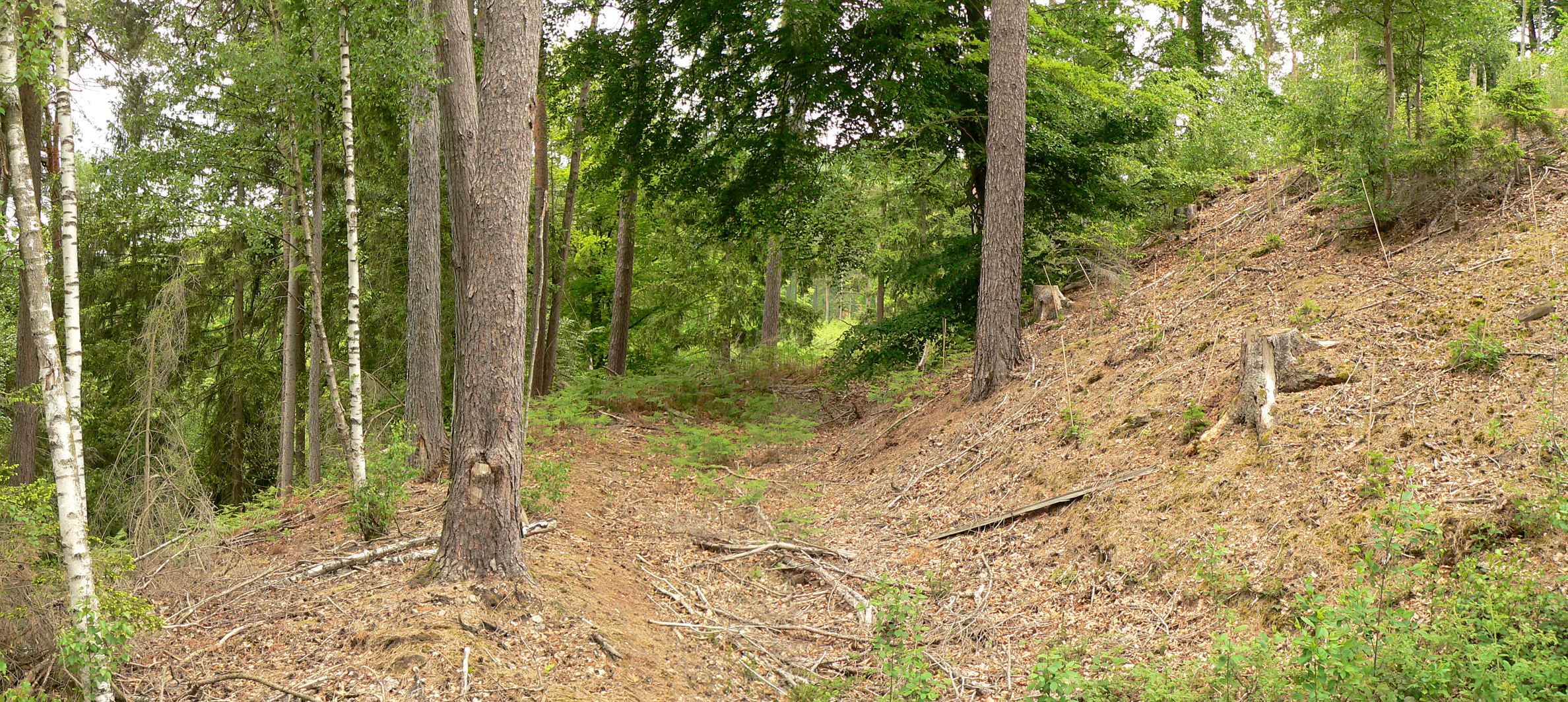
Graben und Steilabhang der Läsekenburg
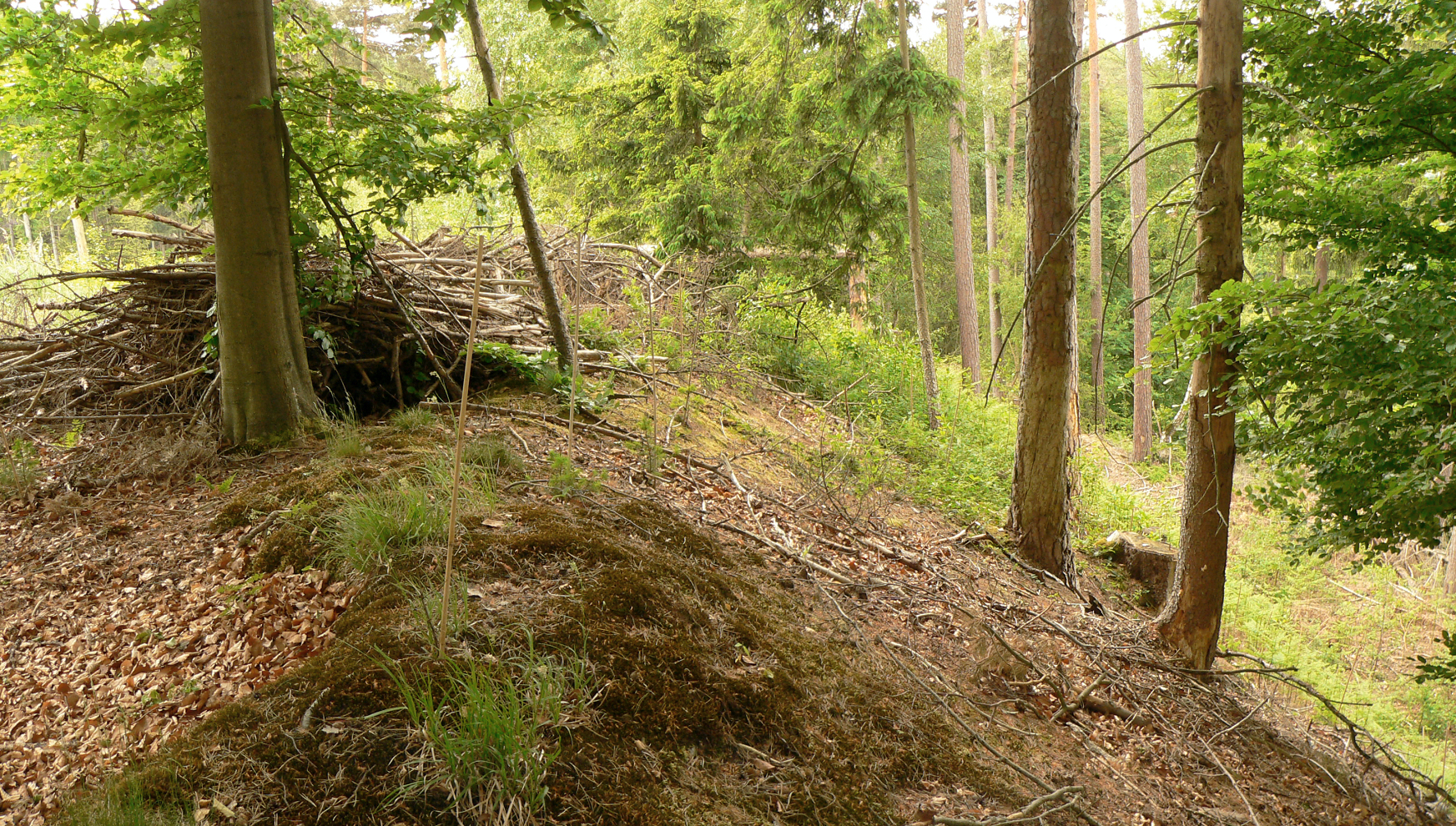
Steilabhang von oben gesehen

## Befestigungsanlagen in der Nähe
- Eringaburg
- Burg Greene
- Burg Hausfreden
- Burg Winzenburg
- Tiebenburg
- Hohe Schanze
- Ohlenburg
- Dörhai
- Gartenkamp